# هوموود (إلينوي)
هوموود (بالإنجليزية: Homewood)‏ هي قرية تقع في الولايات المتحدة في إلينوي. يقدر عدد سكانها بـ 19,323 نسمة .

## الموقع الجغرافي
الموقع الجغرافي للمناطق المحيطة بهذه النقطة هو كالتالي:

## أعلام
- كيفن ديلارد
- جون سوليفان
- ميخائيل بوكانان
- زاك فولتون
- تي جاي كامينغز